# Oleeae
Oleeae es una tribu de plantas fanerógamas perteneciente a la familia Oleaceae.

## Géneros
| - Chionanthus L. - Comoranthus Knobl. - Forestiera Poir. - Fraxinus L. - Haenianthus Griseb. - Hesperelaea A.Gray - Ligustrum L. - Nestegis Raf. - Noronhia Stadtm. ex Thouars | - Notelaea Vent. - Olea L. – Olivos - Osmanthus Lour. - Phillyrea L. - Picconia DC. - Priogymnanthus P.S.Green - Schrebera Roxb. - Syringa L. – Lilas - Tessarandra Miers |